# Arboys-en-Bugey
Arboys-en-Bugey és un municipi nou francès situat al departament de l'Ain i a la regió d'Alvèrnia-Roine-Alps.
L'1 de gener de 2016, es creat aquest municipi per la fusió de Arbignieu i Saint-Bois que es converteixen en municipis delegats. La seua seu administrativa és Arbignieu. En la data de la seua creació té 632 habitants.